# Joseph Bramah
Pour les articles homonymes, voir Bramah.
Joseph Bramah est un mécanicien et inventeur anglais né à Stainborough dans le Yorkshire le 13 avril 1748 et décédé de pneumonie dans la forêt d'Alice Holt (Hampshire) le 9 décembre 1814.
On lui doit notamment la serrure à pompe ou serrure de sûreté, la presse hydraulique, la tireuse à bière, un modèle de raboteuse à bois, une machine à numéroter les billets de banque, et la chasse d'eau. Il a perfectionné les pompes à incendie, les machines à vapeur, les presses d'imprimerie, etc. Avec William George Armstrong, on le considère comme l'un des pères de l’hydraulique industrielle.

## Biographie

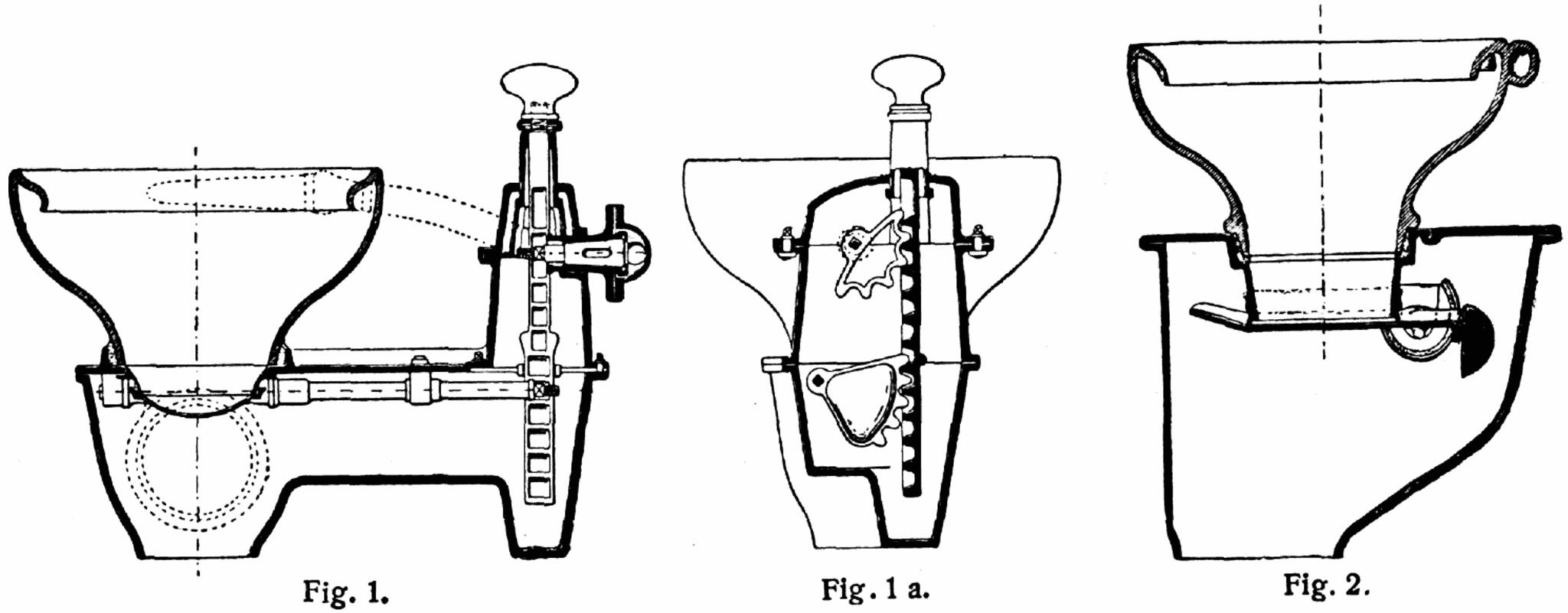
La chasse d'eau imaginée par Joseph Bramah à la fin du XVIII répondait au problème posé par le gel de l'eau stockée (source : « Lexikon der gesamten Technik » d’Otto Lüger, 1904).

Fils cadet d’un fermier du Yorkshire du nom de Joseph Bramma (notez la différence de graphie), il avait deux frères et deux sœurs. Il fut élève à l'école communale de Silkstone avant de faire son apprentissage chez un charpentier. Il alla s'établir ensuite à Londres comme menuisier. En 1783 il épousait une femme originaire de la région de Sheffield, Mary Lawton, dont il eut une fille et quatre fils. Le ménage résidait d'abord au no 124 de Piccadilly, puis déménagea pour Eaton Street, dans le quartier bourgeois de Pimlico.
La première invention qui fit connaître Joseph Bramah à Londres est la chasse d'eau améliorée. Bramah avait observé que les cuvettes en usage en cette fin de XVIIIe siècle dans les maisons de Londres, et qui comportaient une vanne d'évacuation latérale, avaient tendance à geler l'hiver. Il substitua à cette glissière un clapet anti-retour qui fermait de façon étanche le fond de la cuvette avec l'eau extérieure. Il fit breveter ce dispositif en 1778 et commença à fabriquer ces « water closets » dans un atelier de Denmark Street, dans le quartier de St Giles. Cet équipement était si populaire que la fabrication se poursuivit jusqu'au début du XIXe siècle. On peut encore voir ces chasses d'eau originales en fonctionnement à Osborne House, la résidence de la reine Victoria sur l’Île de Wight.

### Fondation de la Bramah Locks Co.

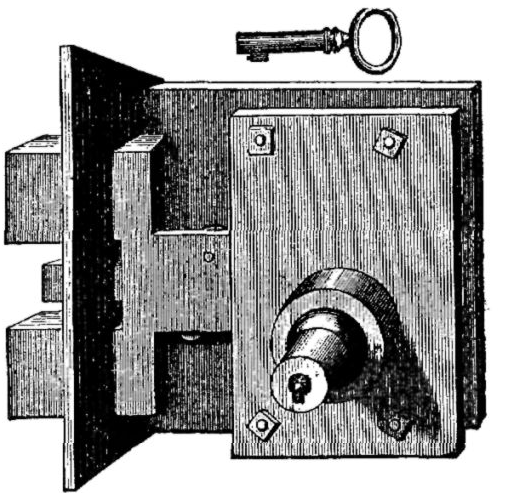
La serrure à pompe révolutionna l'industrie des coffres-forts à la fin du XVIII (source : « Lexikon der gesamten Technik » d’Otto Lüger, 1904).

Après avoir assisté à plusieurs conférences sur les problèmes techniques des serrures, Bramah imagina un nouveau système de verrouillage, breveta son invention le 21 août 1784 et ouvrit sa propre entreprise, la Bramah Locks company dans ses ateliers du no 124 de Picadilly, compagnie qui existe toujours aujourd'hui.
Les serrures qui sortaient de ses ateliers étaient réputées pour leur résistance au crochetage et leur inviolabilité. Longtemps, la boutique londonienne de la société arbora son enseigne historique de 1790, en forme de défi, à laquelle un cadenas (dit « Challenge Lock ») était accroché, avec l’inscription : 
« L’artisan qui parviendra à fabriquer un outil capable de crocheter ou d'ouvrir ce cadenas recevra une récompense de 200 guinées sur preuve de son efficacité. »
Ce défi devait tenir pendant 67 ans jusqu'à ce qu'au cours de l’Exposition universelle de 1851, un serrurier américain du nom de Alfred C. Hobbs (en) vienne à bout de la serrure Bramah ; après une controverse sur la façon dont il s'y était pris pour réaliser ce petit prodige, on lui versa finalement la récompense prévue ; il avait en effet fallu à Hobbs pas moins de 51 heures réparties sur 16 jours pour ouvrir le cadenas.
Le « Challenge Lock » est toujours visible au Science Museum de Londres. On peut d’ailleurs voir que ce cadenas a dû être reconstruit depuis l’époque de Hobbs : à l’origine, en effet, cette pièce comportait 18 rondelles de fer et un ressort central, alors que l’artefact présenté aujourd’hui au public n’a que 13 rondelles en acier, mais chacune munie d’un ressort.
Bramah déposa un nouveau brevet de serrure en 1798.

### La machine-outil
L’exigence de précision dans l'usinage des serrures qu’il avait dessinées imposa à Bramah de longues recherches dans l’amélioration des outils intervenant aux diverses phases de fabrication. Il bénéficia largement de l’expertise d'un de ses ouvriers, le jeune Henry Maudslay qu’il avait embauché à l’âge de 18 ans. Le nombre de machines inédites qu'ils mirent au point ensemble améliorèrent non seulement la reproductibilité des serrures Bramah, mais devaient trouver par la suite d’immenses applications dans les industries mécaniques en Grande-Bretagne.
Juste avant la mort de Bramah, ses ateliers recrutèrent Heinrich Ruhmkorff et Joseph Clement lequel, entre autres contributions, améliora substantiellement la conception des tours à usinage.

### La presse hydraulique

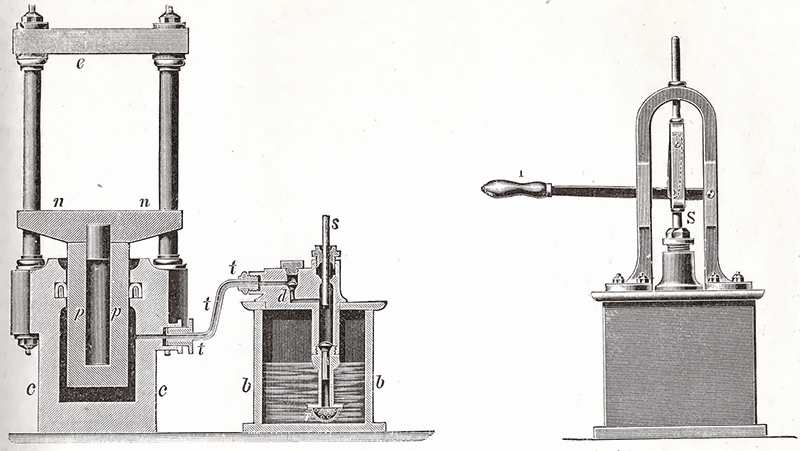
Schéma et coupe de la presse hydraulique de Bramah.

L’invention la plus importante de Bramah est le joint (étanchéité) qu’il mit au point pour la presse hydraulique ; car si le principe de cette machine  apparaît pour la première fois dans le « Traité de l'équilibre des liqueurs » de Blaise Pascal, l’application concrète de ce principe aux machines se heurta pendant des décennies au problème de fuite du liquide de transmission (en l'occurrence : de l’eau). Le premier, Bramah élabora un joint aux performances satisfaisantes, à base de cuir embouti monté sur une rondelle métallique, pour lequel il déposa un brevet en 1795.
La presse hydraulique de Bramah eut d’emblée de nombreuses applications industrielles, notamment pour le levage et le forgeage. Son apparition (avec celle de l’accumulateur hydraulique de William G. Armstrong) marque l’avènement de l’hydraulique industrielle.
L’une des dernières inventions de Bramah fut la presse hydrostatique, une machine suffisamment puissante pour arracher des arbres à la racine. Cette machine fut effectivement utilisée pour défricher Holt Forest dans le Hampshire. Alors qu'il supervisait ce chantier, Bramah prit froid et la maladie dégénéra bientôt en pneumonie. Il mourut ainsi à Holt Forest le 9 décembre 1814. On l’inhuma dans le cimetière de l'église Sainte-Marie de Paddington.

### Autres inventions
Bramah était un inventeur prolifique, et toutes ses inventions n'ont pas eu la même portée que la presse hydraulique. Citons par exemple sa machine pour bière à la pression (1797), sa raboteuse automatique (1802), sa coucheuse à papier (1805), une rotative pour imprimer les billets de banque avec numérotation séquentielle (1806), et le stylo à pompe (1809).
En hommage au célèbre inventeur, un pub du centre-ville de Barnsley ouvert en 2006 a pris le nom de Joseph Bramah.